# プロレス最強論
プロレス最強論（プロレスさいきょうろん）は、プロレスが最強の格闘技であるという主張。かつてのプロレスに存在したアングルの一つである。

## 概要
「プロレス最強論」の発端となったのは1970年代の新日本プロレスとされる。新日本のアントニオ猪木らが、プロレスは「打・投・極」のあるバランスのとれた最も実戦的な徒手格闘技であると主張し、それを「証明」するために柔道、空手、ボクシングなどの他の格闘技と異種格闘技戦を繰り広げた。柔道無差別級ミュンヘンオリンピック金メダリストのウィレム・ルスカを破り、ボクシング世界ヘビー級王者モハメド・アリと引き分けるなどの「成果」により、当時の新日本プロレスファンの間にプロレス最強論は広く受け入れられた。これら20試合以上の猪木の異種格闘技戦はアリ戦とアクラム・ペールワン戦の２戦だけが格闘技の試合、それ以外のルスカ戦などは筋書きのあるプロレスの試合であった。プロレスと格闘技の混同が頻繁にあった時代のアングルだといえる。
猪木以降のレスラーにもアングルとしての「プロレス最強論」は受け継がれていった。総合格闘技の世界的普及の幕開けとなったUFC1では、ケン・シャムロックがプロレスラー（シューティングスタイル）の代表として参戦している。PRIDE.1での、ヒクソン・グレイシーvs高田延彦の一戦も、「プロレス最強」を賭けた戦いとして話題となった。
その後日本で格闘技ブームが起こるとプロレスラーは格闘技、特に総合格闘技に多数参戦した。
プロレス最強論の中心だった新日本プロレスからは永田裕志が出場してミルコ・クロコップ、エメリヤーエンコ・ヒョードルと対戦したが、開始数分で敗れている。しかし、同じプロレス出身の藤田和之や桜庭和志らは総合格闘技でも多くの勝利を収めた。特に桜庭は日本人格闘家の誰もが苦渋を舐めたグレイシー一族(ホイラー、ホイス、ヘンゾ、ハイアン)相手に4連勝を重ねるなど、日本の総合格闘技の発展に大きく貢献した。その他も船木誠勝や柴田勝頼など、多くのプロレスラーが総合格闘技に挑戦している。
プロレスラーがいわゆるプロレスではない格闘技の試合に多数参戦したこと、そして90年代までは珍しくなかったプロレスと格闘技の混同自体があまり見られなくなった結果、アングルとしてのプロレス最強論は消滅していった。
なお、往年の「プロレス最強論」では、主に新日本プロレス及びその系統のレスラーのみが対象となることが多く、ジャイアント馬場の全日本プロレス系のレスラーが議論に上がることは少ない。この風潮は、馬場が「プロレスはプロレスである」と言い、他の格闘技と試合をする必要などないという「純プロレス」の立場を堅持していたことに由来する。

## プロレスラーの総合格闘技での主な実績
- 1995年4月7日、ケン・シャムロックがUFC 5でホイス・グレイシーと時間切れ引き分け。グレイシー初の引き分け試合。
- 1995年12月16日、ダン・スバーンがUFCの上位入賞者を集めたUltimate Ultimate 1995で優勝。
- 1997年2月7日、高橋和生がUFC 12でヴァリッジ・イズマイウを破る。UFCにおける日本人初勝利。
- 1998年10月11日、アレクサンダー大塚がブラジルの伝説的格闘家だったマルコ・ファスを破る。
- 1999年11月21日、桜庭和志がホイラー・グレイシーを下しUFC以後初めてグレイシー一族を総合格闘技試合で破る。
- 2000年5月1日、桜庭和志がホイス・グレイシーに勝利。
- 2000年5月21日、藤田和之が元UFC王者であり当時霊長類ヒト科最強の格闘家と言われていたマーク・ケアーを破る。
- 2000年8月27日、桜庭和志がヘンゾ・グレイシーに勝利。
- 2000年12月23日、桜庭和志がハイアン・グレイシーに勝利。
- 2008年11月15日、ブロック・レスナーがUFC世界ヘビー級王座を獲得。